# Consign to Oblivion
Consign to Oblivion drugi je studijski album nizozemske simfonijske metal grupe Epica. Album je 21. travnja 2005. godine objavila diskografska kuća Transmission Records. Album sadrži pjesmu "Trois Vierges" na kojoj je nastupio gostujući pjevač Roy Khan iz grupe Kamelot.

## Popis pjesama
1. "Hunab K'u" (A New Age Dawns, Prologue)  – 1:43
2. "Dance of Fate"  – 5:13
3. "Last Crusade" (A New Age Dawns, Pt. 1)  – 4:22
4. "Solitary Ground"  – 4:24
5. "Blank Infinity"  – 4:01
6. "Force of the Shore"  – 4:02
7. "Quietus"  – 3:47
8. "Mother of Light" (A New Age Dawns, Pt. 2)  – 5:56
9. "Trois Vierges"  – 4:42
10. "Another Me" "In Lack'ech"  – 4:40
11. "Consign to Oblivion" (A New Age Dawns, Pt. 3)  – 9:45